# József Tempfli

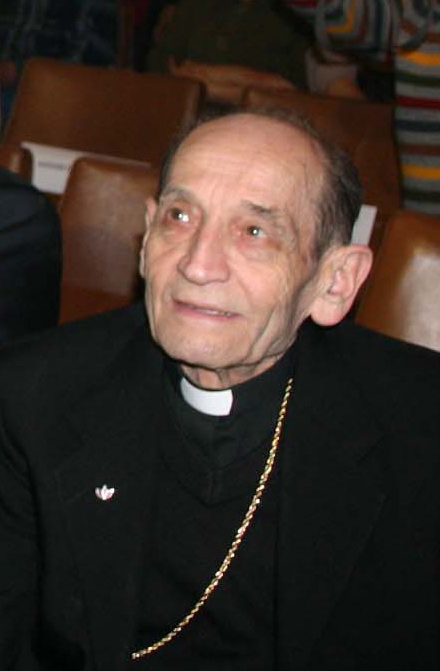
József Tempfli

József Tempfli (* 9. April 1931 in Schinal; † 25. Mai 2016 in Oradea) war ein rumänischer Geistlicher und römisch-katholischer Bischof von Oradea Mare.

## Leben
József Tempfli besuchte das Sankt-Ladislaus-Gymnasium in Oradea, später das Gymnasium der Piaristen. Nach einer pädagogischen Ausbildung in Satu Mare war er von 1955 bis 1956 als Lehrer und Erzieher tätig. 1956 trat er in das Seminar von Alba Iulia ein und studierte Theologie und Philosophie. Am 31. Mai 1962 empfing er die Priesterweihe durch Márton Áron, Bischof von Siebenbürgen. Er war Pfarrer in Tinca (Bihor) (1962–1979), Tășnad (1981–1990) und Satu Mare (1979–1981) sowie Oradea Olosig (1981–1990). Am 27. Juni 1982 erfolgte die Ernennung zum Abt des Klosters von Sâniob.
Papst Johannes Paul II. ernannte ihn am 14. März 1990 zum Bischof von Oradea Mare. Der Erzbischof von Esztergom, László Kardinal Paskai OFM, spendete ihm am 26. April desselben Jahres in der Kathedrale St. Mariä Himmelfahrt zu Oradea die Bischofsweihe; Mitkonsekratoren waren Lajos Bálint, Bischof von Alba Iulia, und Endre Gyulay, Bischof von Szeged-Csanád. Am 23. Dezember 2008 nahm Papst Benedikt XVI. seinen altersbedingten Rücktritt an.
Für sein Wirken, insbesondere in der Zeit der kommunistischen Herrschaft Rumäniens, erhielt er zahlreiche religiöse und weltliche Ehrungen. Er war wichtiger Führer der ungarischen Gemeinschaft in Rumänien und erhielt den Verdienstorden der Republik Ungarn (Großkreuz).